# Televisione commerciale
La televisione commerciale, in Italia, è la televisione trasmessa via etere che si basa sui finanziamenti prodotti dalla pubblicità. Si differenzia pertanto sia dal servizio televisivo pubblico, gestito dalla RAI e che è finanziato prevalentemente dal canone, sia dalle televisioni comunitarie.
La televisione commerciale ha avuto un periodo pionieristico negli anni settanta, quando a seguito di due sentenze della Corte Costituzionale si è liberalizzata dapprima la televisione via cavo e poi quella via etere.

## Storia

### La nascita
Si è avvalsa inizialmente della possibilità di non avere tetti pubblicitari ed è riuscita ad utilizzare fasce orarie allora trascurate dalla RAI. Il successo della formula avvenne anche attraverso una politica aggressiva o addirittura spregiudicata nell'assorbire le reti locali.
Dal punto di vista della programmazione, le TV commerciali hanno utilizzato soprattutto serie televisive di importazione, come le soap opera, nate espressamente per reclamizzare saponi e destinate ad un pubblico femminile. Questo aveva valorizzato le mattinate, prima assenti nella programmazione televisiva, ed ora utilizzate per messaggi alle casalinghe mentre rigovernavano la casa. 
La televisione commerciale, libera dalle rigidità date dalla dirigenza Rai dell'epoca, propose subito programmi di facile presa sul pubblico. Grazie alla presenza discutibile di pornostar, maghi, cartomanti ed aste degli oggetti più imprevedibili, nacque un nuovo genere di comicità, lanciando personaggi che divennero i più popolari in Italia. Una larga fetta di successo in seguito la ebbero pure i presentatori di avvenimenti sportivi, inventando uno stile di commenti volanti vicini al pensiero della gente, che sottrassero spettatori alle dirette televisive. Persino i telegiornali, con una forte attenzione al localismo, furono seguiti. 
Ugualmente rivoluzionaria fu la politica commerciale di acquisizione delle inserzioni: non più, come con la Sipra, solo per le grandi case, ma anche quelle intermedie. In breve Publitalia '80 divenne una delle maggiori concessionarie pubblicitarie.
Il caso più clamoroso in cui una struttura agile e non burocratizzata fu più efficiente di quella della Rai fu il ritrovamento del corpo di Aldo Moro, quando la troupe era di una televisione privata (GBR) e tutto il mondo vide quelle immagini.

### I nuovi scenari
Inizialmente l'atteggiamento della Rai fu dettato da una sottovalutazione del fenomeno che stava nascendo. In un secondo momento invece cambiò radicalmente la propria programmazione, scendendo proprio su quei temi proposti dalla televisione commerciale, con l'abbandono di una funzione pedagogica e l'inseguimento dei gusti del grande pubblico: fu la neotelevisione.
La formula delle Tv commerciali trova con il progresso tecnologico delle nuove forme concorrenti, come la TV on demand (satellitare, digitale terrestre o via cavo), che abolisce la pubblicità ma riscuote un canone forfettario oppure per singola trasmissione. Con la presenza di una pluralità di piattaforme ha visto l'entrata di nuovi soggetti protagonisti come Sky o Mediaset e la rottura del duopolio.